# CCDC93
CCDC93‏ (Coiled-coil domain containing 93) هوَ بروتين يُشَفر بواسطة جين CCDC93 في الإنسان.